# Kisapáti
Kisapáti je obec v Maďarsku v župě Veszprém.
Rozkládá se na ploše 6,89 km² a v roce 2024 zde žilo 366 obyvatel.